# Windows Subsystem for Linux
Windows Subsystem for Linux (WSL) — це прошарок сумісності для запуску виконуваних файлів операційної системи Linux (в Executable and Linkable Format) в середовищі Windows 10.
Друга версія WSL («WSL2») анонсована у травні 2019 року. WSL2 зазнала фундаментальних змін у системній архітектурі: замість прошарку трансляції системних викликів тепер використовується справжнє ядро Linux, що працює разом з гіпервізором Hyper-V. Починаючи з червня 2019 року WSL 2 доступна користувачам Windows 10 як частина програми Windows Insider, включно з «домашньою» редакцією ОС.

## Створення
Першою спробою Microsoft в напрямку додання сумісності з Unix-подібними операційними системами на Windows була «Microsoft POSIX subsystem» і заміненою «Windows Services for UNIX», але на момент виходу Windows 8.1 була застаріла. Технологією, що передувала виходу Windows Subsystem for Linux не випущений Project Astoria, який надавав можливість запускати застосунки Android на Windows 10 Mobile.
Перша версія WSL («WSL1»), випущена у серпні 2016 року, надає можливість використання Лінукс-сумісного ядра інтерфейсу розроблений компанією Microsoft (який не містить в собі коду з операційної системи Лінукс), і в свою чергу надає можливість використовувати GNU користувацький простір, так як і Ubuntu, openSUSE, SUSE Linux Enterprise Server, Debian та Kali Linux. Також користувацький простір може містити доступні команди Bash, зі звичайними GNU/Linux командами-застосунками (sed, awk, і т. д.) і інтерпретаторами мов програмування (Ruby, Python, і т. д.). Коли було випущено перше оновлення для Windows 10 (Anniversary Update), WSL був доступний тільки на основі Ubuntu. В наступний оновленнях доступні інсталяційний процес перейшов до Windows Store, і були додані застосунки пов'язані з Fedora і SUSE. Цей прошарок не може запускати команди використовуючи програмне забезпечення Лінукс. Можливий запуск графічних застосунків після інсталяції X11 server в середовище операційної системи Windows. Windows Subsystem for Linux доступний тільки для Windows 10 з x64 версіями. І може бути активована в Windows 10 версії 1607 і наступних.

## Особливості

### WSL1
На відміну від попередніх проектів Microsoft і іншого подібного середовища створеного Cygwin, які були сфокусовані на створенні свого власного Unix-подібного середовища на основі стандартів POSIX, WSL пропонує новий підхід і досягає наближеності до справжньої сумісності з Linux. Взамін обгортання сторонньої функціональності в Win32 системні команди, перша версія WSL («WSL1») використовує інший підхід з використанням «NT kernel executive» для запуску Linux-програм, в ізольованому мінімальному процесі (так званий — «pico-processes») прикріплений до системного виконання з можливістю обробки винятків під час виконання.
Microsoft передбачає використання WSL як «основним застосунком для розробників програмного забезпечення — особливо для веброзробників з які користуються проектами відкритого програмного забезпечення». WSL потребує менше ресурсів ніж звичайна віртуальна машина. Основною перевагою є використання можливостей Лінукс застосунків одночасно не втрачаючи можливості використовувати Windows середовище.